# Departament de San Salvador
San Salvador és un dels departaments en què es divideix administrativament El Salvador, des del 12 de juny del 1824. La seva capital és San Salvador, també capital del país.
Té una superfície de 886.15 km² on, entre d'altres, es produeix sucre de canya i cafè per a l'exportació.
Les ciutats del departament amb una densitat de població més elevada són San Salvador, Ciudad Delgado, Mejicanos, Soyapango, Panchimalco i Apopa.

## Municipis del departament
1. Aguilares
2. Apopa
3. Ayutuxtepeque
4. Cuscatancingo
5. Ciudad Delgado
6. El Paisnal
7. Guazapa
8. Ilopango
9. Mejicanos
10. Nejapa
11. Panchimalco
12. Rosario de Mora
13. San Marcos
14. San Martín
15. San Salvador
16. Santiago Texacuangos
17. Santo Tomás
18. Soyapango
19. Tonacatepeque

## Galeria d'imatges

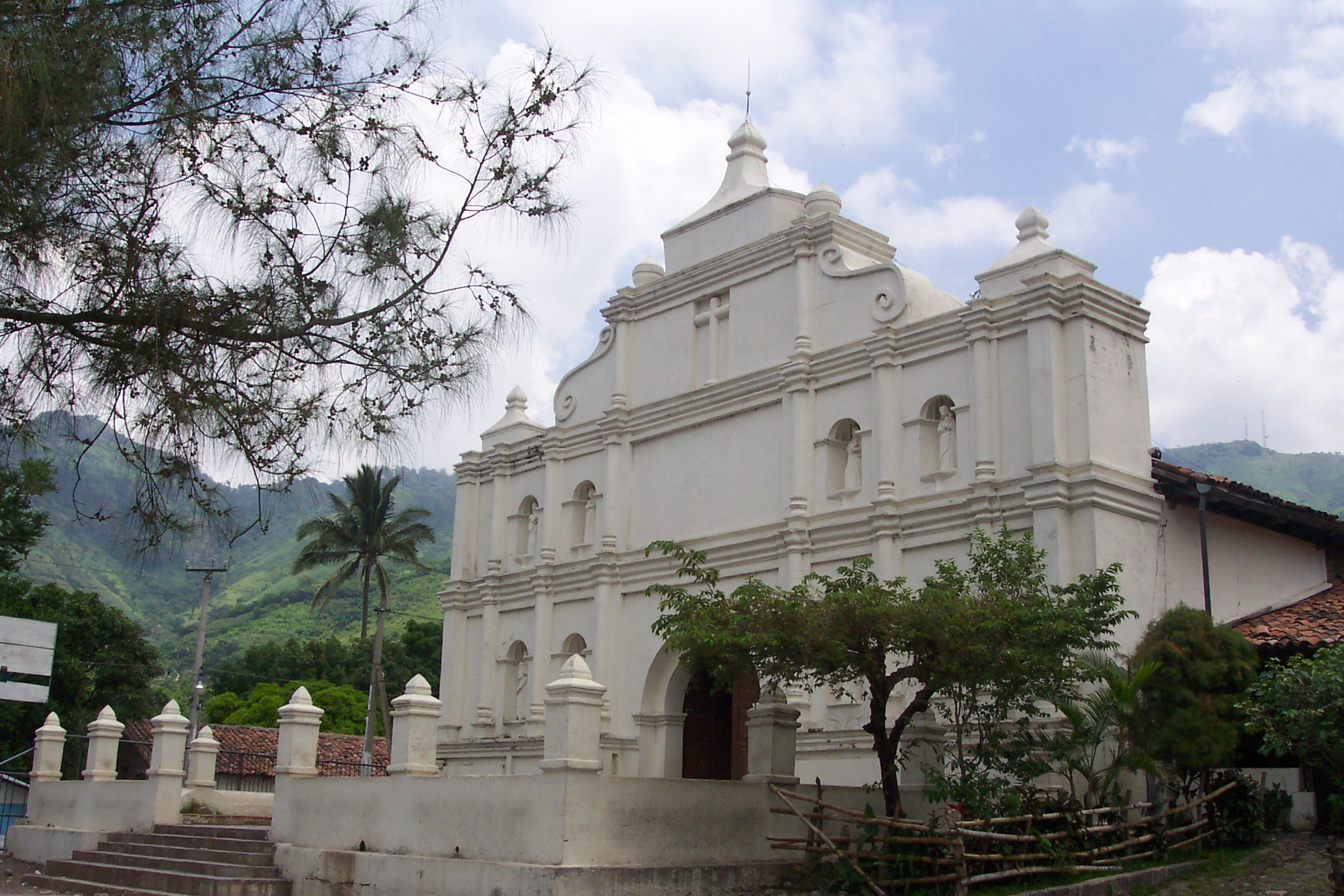
Església colonial de Panchimalco
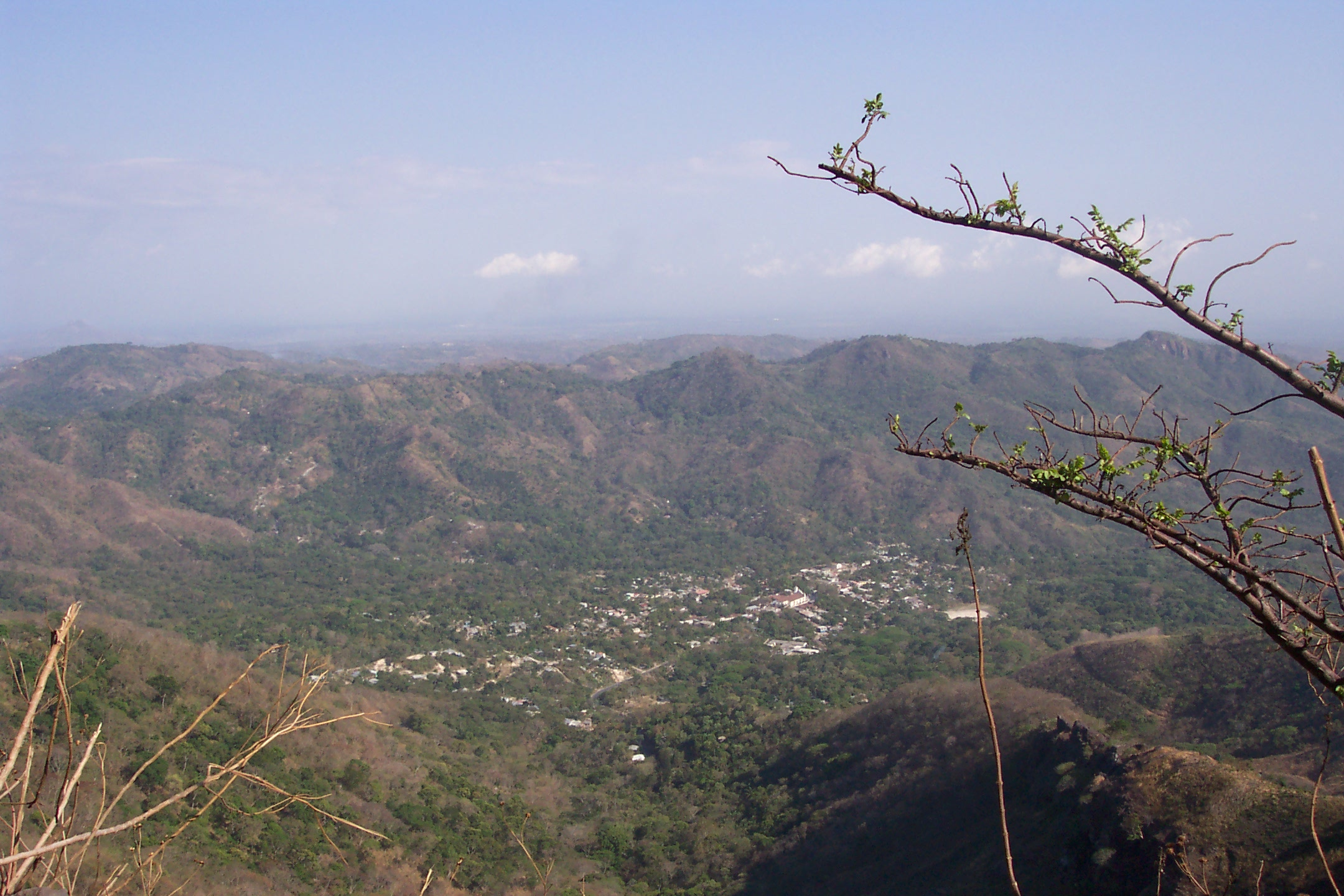
Vista de Los Planes de Renderos